# Чоппер (археология)

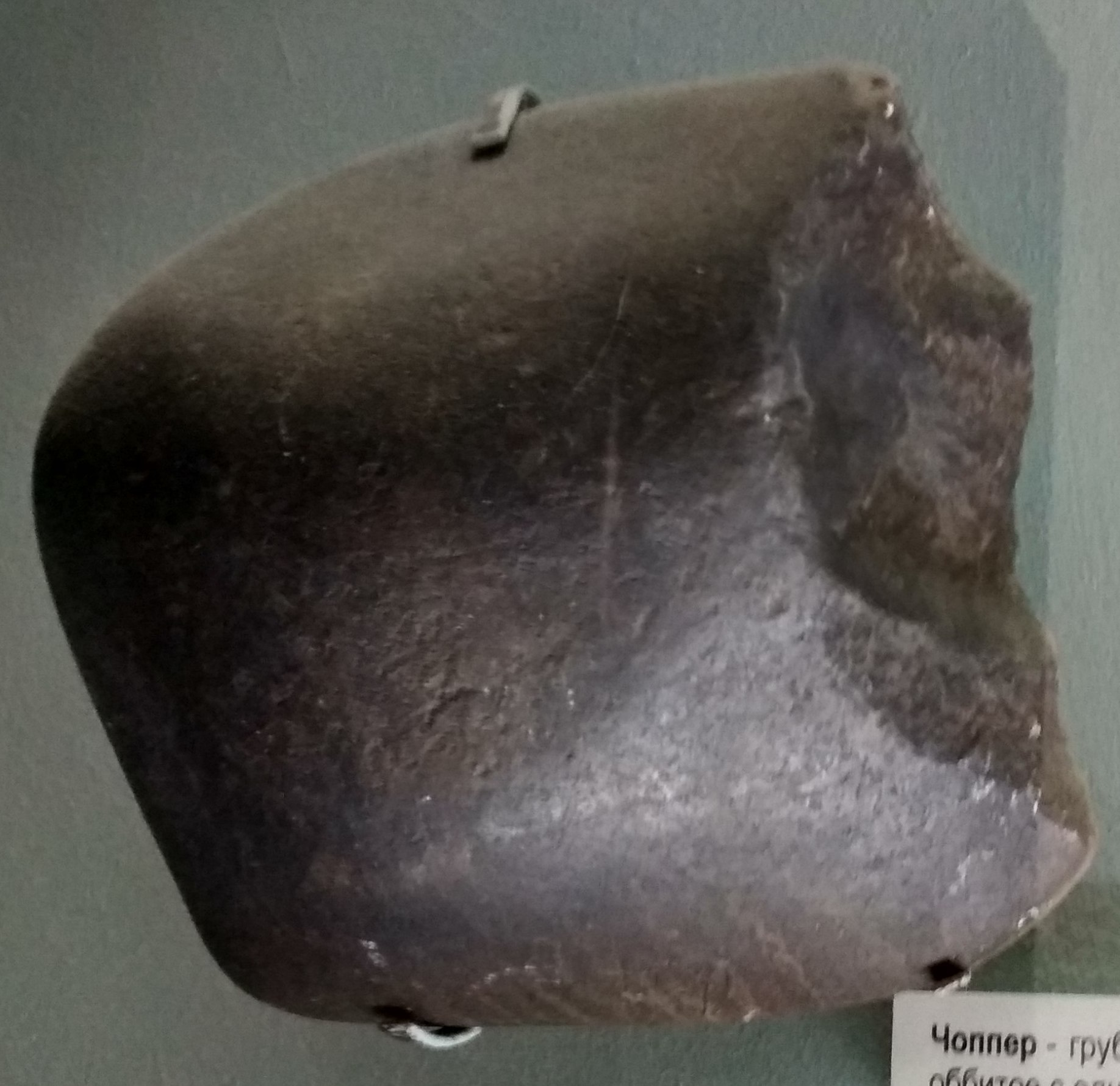

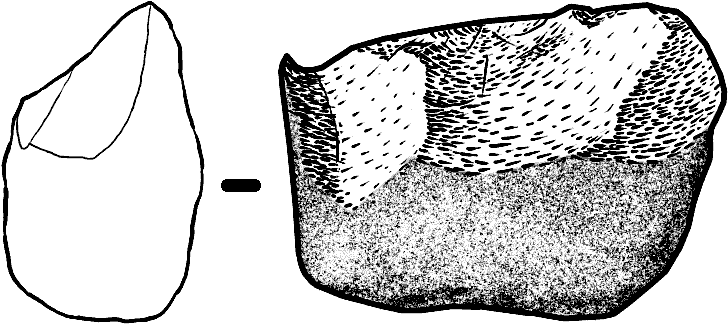
Чоппер из Дманиси (Грузия), возраст около 1,85 млн лет

Чоппер (от англ. chopper — рубщик, ударник) — одно из древнейших орудий труда эпохи палеолита. Относится к т. н. «галечным орудиям» (англ. pebble-tool, фр. galet amenagée). Чоппер был крайне прост в изготовлении и представлял собой заострённую гальку или валун размером до 7,5—10 см. Рабочий край создавался несколькими сколами, производимыми только с одной стороны, и имел неправильную форму. Вся остальная часть орудия оставлялась необработанной и служила местом захвата рукой. Для изготовления несколько более поздних орудий, «чоппингов», скол делался с двух сторон. Причём из чоппера легко получался чоппинг. Позднее появилось гораздо более тщательно оббитое орудие, которое в российской археологии имеет название «рубило».
Чопперы впервые начали изготовляться австралопитеками около 2,6 млн лет назад и использовались как рубящее орудие. Не все чопперы использовались. Видимо, часто были более важны мелкие сколы камня, получаемые при их изготовлении. Эти острые осколки применялись как ножи и т. п. Уже в рамках олдувайской культуры чопперы начинают вытесняться более совершенными чоппингами и рубилами, однако оставались повсеместно распространены и практически не менялись в течение всего палеолита. В областях, где помимо гальки не было иного сырья (например, ареал гиссарской культуры), чопперы сохраняются до конца каменного века. Тасманийцы изготавливали их даже в XIX веке.